# Шаров, Александр Алексеевич
Алекса́ндр Алексеевич Шаров (род. 5 ноября 1995, Москва) — российский хоккеист, нападающий клуба «Автомобилист», выступающего в КХЛ.

## Карьера
Воспитанник хоккейной школы ЦСКА, начал карьеру в молодёжной команде «Красная армия», в которой играл два сезона.
С 2014 по 2015 год выступал за «Ладу», в КХЛ провёл 40 матчей и забросил 3 шайбы. Следующие два сезона играл в ВХЛ за «Звезду».
В составе «Сибири» в КХЛ играл с 2017 года. 30 апреля 2023 года покинул клуб.
2 мая 2023 года подписал двухлетнее соглашение с «Салаватом Юлаевым». 27 декабря расторг контракт с «Салаватом Юлаевым» и подписал соглашение с «Автомобилистом».